# Moussac, Vienne

Moussac este o comună în departamentul Vienne, Franța. În 2009 avea o populație de 484 de locuitori.